# Santiago Mare
Santiago Mare (Buenos Aires, 21 de octubre de 1996) es un jugador argentino de rugby especializado en rugby 7 que se desempeña como medio scrum. Iniciado en el Club Regatas de Bella Vista de la ciudad de Bella Vista, en el conurbano bonaerense, formó parte de la Selección de rugby 7 que ganó la medalla de bronce en los Juegos Olímpicos de Tokio 2020. Integró también la Selección argentina de rugby 7 que participó en los Juegos Panamericanos de 2019 y obtuvo la medalla de oro.

## Carrera deportiva
Santiago Mare se formó como jugador de rugby en el Club Regatas de Bella Vista, donde debutó en primera a los 19 años. En 2017 fue convocado para integrar la selección de rugby 7 de Argentina, debutando en el seven de París, del Circuito Mundial.
En 2019 integró la selección argentina de rugby 7 que compitió en los Juegos Panamericanos y obtuvo la primera medalla de oro en la disciplina.
En 2021 formó parte de la Selección de rugby 7 que ganó la medalla de bronce en los Juegos Olímpicos de Tokio 2020.

## Clubes
| Club                        | País      | Tipo    |
| --------------------------- | --------- | ------- |
| Club Regatas de Bella Vista | Argentina | Amateur |

## Palmarés
- Medalla de oro en los Juegos Panamericanos de 2019[4]
- Medalla de bronce en los Juegos Olímpicos de Tokio 2020[5]